# 손형선
손형선(孫炯先, 1964년 2월 22일 ~ )은 대한민국의 전 축구 선수로 현역 시절 포지션은 수비수였다.

## 클럽 경력
1986년 광운대학교를 졸업하자마자 대우 로얄즈에 입단하며 프로에 정식으로 입문하였다. 이후 1989년까지 대우의 주축 수비수로 통산 96경기 6골을 기록하며 팀의 1988 시즌 우승과 베스트 11 선정의 영예를 안았고 그 뒤 1990년 포항제철 아톰즈로 이적하여 1991년까지 44경기를 소화했으며 1992년 LG 치타스로 이적하여 27경기를 소화한 뒤 리그컵을 포함해 통산 182경기 출장·8득점·6어시스트의 기록을 남기고 현역에서 물러났다.

## 국가대표팀 경력
1988년 AFC 아시안컵을 앞두고 A대표팀에 발탁되어 단 1경기 출장에 그쳤지만 팀의 아시안컵 준우승을 함께 했다.